# Чемпионат мира по современному пятиборью 2014
Чемпионат мира по современному пятиборью 2014 года проходит с 1 по 7 сентября в польском городе Варшава. Было разыграно 7 комплектов медалей (по 3 у мужчин и женщин и 1 в смешанной эстафете).

## Медальный зачёт
| Место | Страна           | Золото | Серебро | Бронза | Всего |
| 1     | Китай            | 2      | 1       | 2      | 5     |
| 2     | Великобритания   | 1      | 2       | 0      | 3     |
| 3     | Франция          | 1      | 1       | 0      | 2     |
| 4     | Венгрия          | 1      | 0       | 0      | 1     |
| 4     | Литва            | 1      | 0       | 0      | 1     |
| 4     | Россия           | 1      | 0       | 0      | 1     |
| 7     | Беларусь         | 0      | 2       | 1      | 3     |
| 8     | Египет           | 0      | 1       | 0      | 1     |
| 9     | Республика Корея | 0      | 0       | 1      | 1     |
| 9     | Италия           | 0      | 0       | 1      | 1     |
| 9     | Польша           | 0      | 0       | 1      | 1     |
| 9     | Чехия            | 0      | 0       | 1      | 1     |
|       | Всего            | 7      | 7       | 7      | 21    |

## Призёры

### Мужчины
| Дисциплины           | Золото                                             | Серебро                                                   | Бронза                                       |
| -------------------- | -------------------------------------------------- | --------------------------------------------------------- | -------------------------------------------- |
| Индивидуальный зачёт | Александр Лесун (RUS)                              | Амро Эль Гезири (EGY)                                     | Ян Куф (CZE)                                 |
| Командный зачёт      | Венгрия · Роберт Каса · Бенс Деметер · Адам Мароши | Франция · Валентин Бело · Валентин Праде · Кристофер Патт | Китай · Хайчан Су · Го Цзяньли · Цзяхао Хань |
| Эстафета             | Франция · Валентин Праде · Кристофер Патт          | Беларусь · Станислав Журавлев · Роман Пинчук              | Республика Корея · Ву Джин Ли · Вуджин Хван  |

### Женщины
| Дисциплины           | Золото                                   | Серебро                                                      | Бронза                                                               |
| -------------------- | ---------------------------------------- | ------------------------------------------------------------ | -------------------------------------------------------------------- |
| Индивидуальный зачёт | Саманта Маррей (GBR)                     | Чэнь Цянь (CHN)                                              | Ванься Лян (CHN)                                                     |
| Командный зачёт      | Китай · Чэнь Цянь · Ванься Лян · Вэй Ван | Великобритания · Фрейя Прентис · Саманта Маррей · Кейт Френч | Беларусь · Татьяна Елизарова · Анастасия Прокопенко · Екатерина Орел |
| Эстафета             | Китай · Чэнь Цянь · Ванься Лян           | Беларусь · Анастасия Прокопенко · Екатерина Орел             | Италия · Камилла Лонтано · Ливиния Бонессио                          |

### Смешанные
| Дисциплины | Золото                                        | Серебро                                    | Бронза                                       |
| ---------- | --------------------------------------------- | ------------------------------------------ | -------------------------------------------- |
| Эстафета   | Литва · Юстинас Киндерис · Лаура Асадаускайте | Великобритания · Джозеф Эванс · Кейт Френч | Польша · Шимон Стаськевич · Октавия Новацкая |